# جنوب‌سمان
جنوب‌سمان (نام علمی: Notoungulata) نام یک راسته از فرورده جفت‌داران است.